# Nghi tháp
Nghi tháp (danh pháp khoa học: Gonocarpus philippinensis) là một loài thực vật có hoa trong họ Haloragaceae. Loài này được (Merr.) Orchard miêu tả khoa học đầu tiên năm 1975.